# Szyberdach

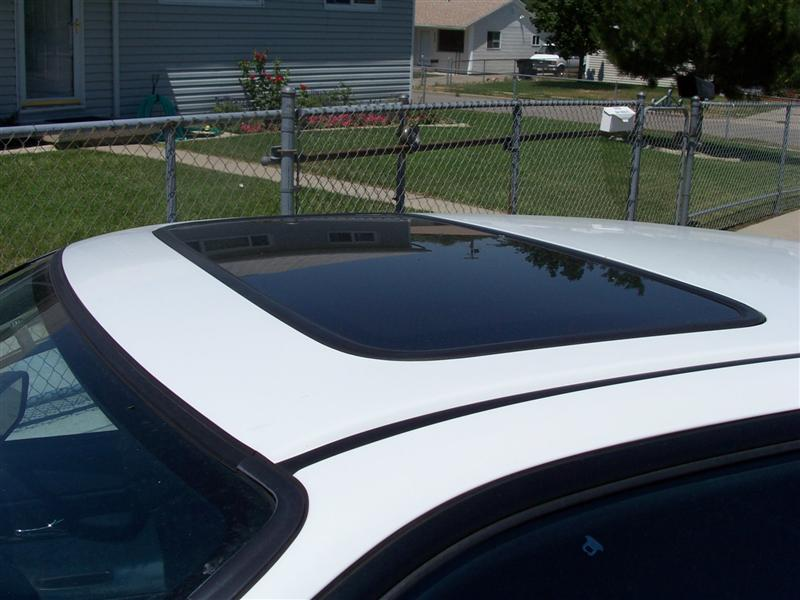
Przykład szyberdachu

Szyberdach – rodzaj okna zainstalowanego w dachu samochodu.
Wbrew powszechnemu przekonaniu, nazwa nie ma nic wspólnego z szybą, tylko z „szybrem” (niem. Schieber – suwak; schieben – przesunąć, spychać), czyli rodzajem uchylanej klapy. Szyberdach może być uchylany do góry lub przesuwany ku tyłowi samochodu, może także łączyć obie te funkcje. Szyberdach ułatwia wietrzenie pojazdu. Bardzo przydatny, gdy w upalny dzień zostawiamy auto na parkingu. Dzięki wymianie powietrza temperatura w środku jest niższa niż w autach bez wentylacji.